# 吉南信用金庫
吉南信用金庫（きちなんしんようきんこ）は、2007年1月まで存在し、山口県山口市に本店を置いていた信用金庫である。統一金融機関コードは1790、合併前時点での店舗数は11ヶ店だった。2007年1月9日をもって、同じ山口県の下関信用金庫・宇部信用金庫及び島根県の津和野信用金庫との対等合併によって解散し、存続金庫である下関信用金庫は西中国信用金庫と改称した。

## 沿革
- 1933年7月 - 保証責任小郡商工信用組合として設立
- 1933年8月 - 開業
- 1946年5月 - 保証責任小郡信用組合に改称
- 1950年2月 - 信用協同組合として改組
- 1952年7月 - 信用金庫に転換、吉南信用金庫に改組
- 2007年1月9日 - 下関信金・宇部信金・津和野信金との対等合併により、西中国信用金庫（存続金庫は下関信用金庫）となる。これにより、吉南信金は消滅金庫となる。